# Via Calimala
Pour les articles homonymes, voir Calimala.

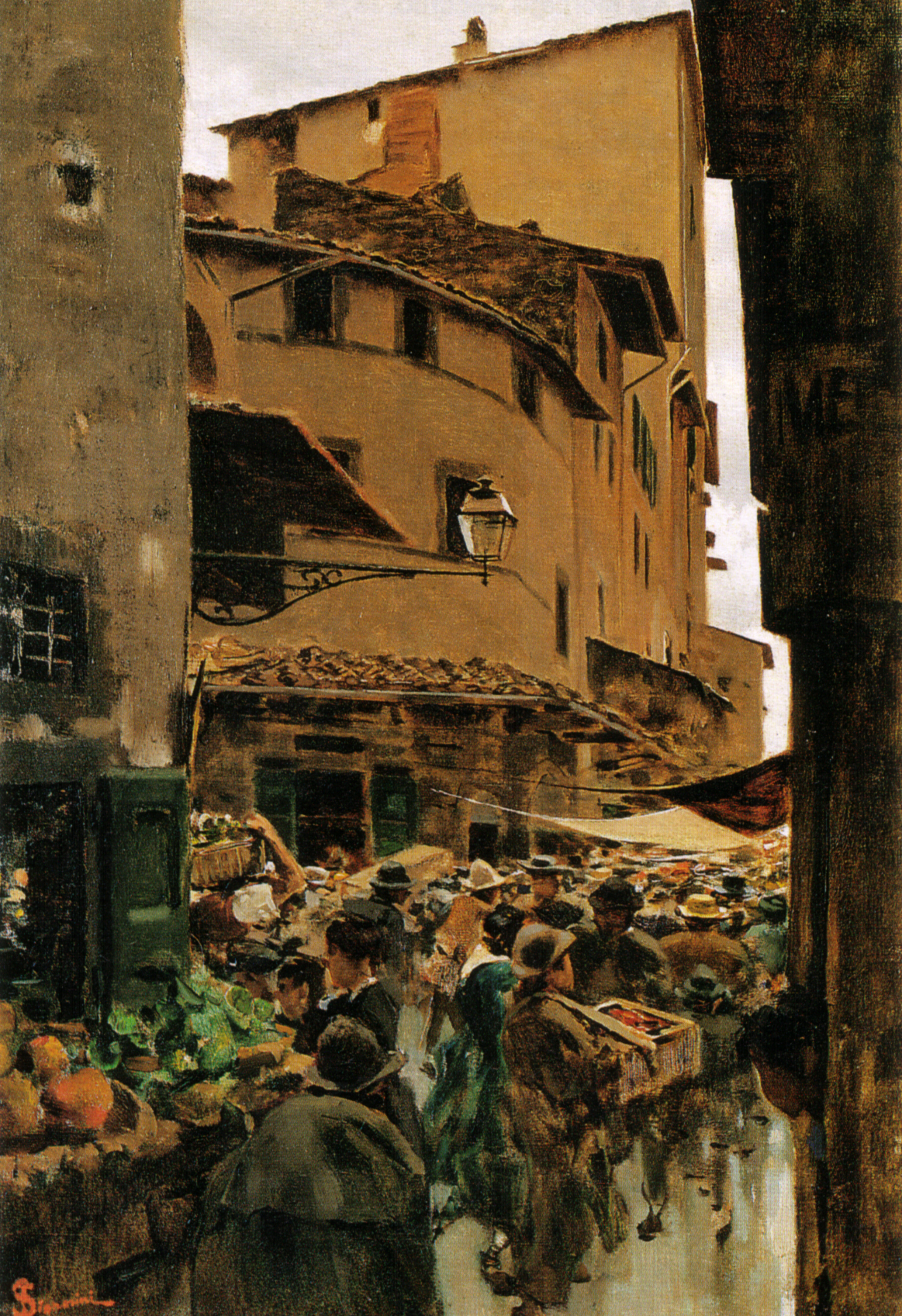
La via Calimala par Telemaco Signorini en 1889.

La via Calimala est une rue de Florence qui part de la Piazza della Repubblica dans l'axe de la via Roma venant de la place du Baptistère Saint-Jean, pour se prolonger par la Via di Por San Maria qui rejoint l'Arno.

## Description
Rue moderne, élargie et bordée de bâtiments modernes due aux réorganisations urbanistiques du Risanamento au XIXe siècle, elle conserve néanmoins des traces de sa vie médiévale (Calimala signifiait « rue mal famée ») avec le palais de l'Arte della Lana de la torre dei Compiobbesi, le palazzo Rossi Canevari ou palazzo Paoletti.
C'est également une des traces du cardo romain (axe Nord-Sud) sillonnant la cité antique.
Aujourd'hui son pavage est agrémenté de madonnari permettant et limitant la réalisation au sol de dessins à la craie.